# Stefan Widerski
Stefan Widerski (ur. 29 sierpnia 1923, zm. 10 maja 2003) – polski lekkoatleta, średniodystansowiec, dwukrotny mistrz Polski.
Podczas okupacji niemieckiej był żołnierzem Armii Krajowej w Zgrupowaniu Żelbet.
Zdobył mistrzostwo Polski w biegu na 1500 metrów w 1947 i 1947, wicemistrzostwo w sztafecie 3 × 1000 metrów w 1947 oraz brązowe medale w biegu na 1500 metrów i w sztafecie 4 × 400 metrów w 1946 i w biegu na 800 metrów w 1947. Był również halowym mistrzem Polski na 800 metrów w 1947.
Rekordy życiowe:
- bieg na 800 metrów – 1:59,9 (11 lipca 1948, Poznań)
- bieg na 1500 metrów – 4:07,4 (25 maja 1948, Łódź)

Był zawodnikiem Wisły Kraków. Po zakończeniu kariery był m.in. kierownikiem sekcji lekkoatletycznej tego klubu.
Jest pochowany na Cmentarzu Podgórskim (kwatera XIX-2-61).

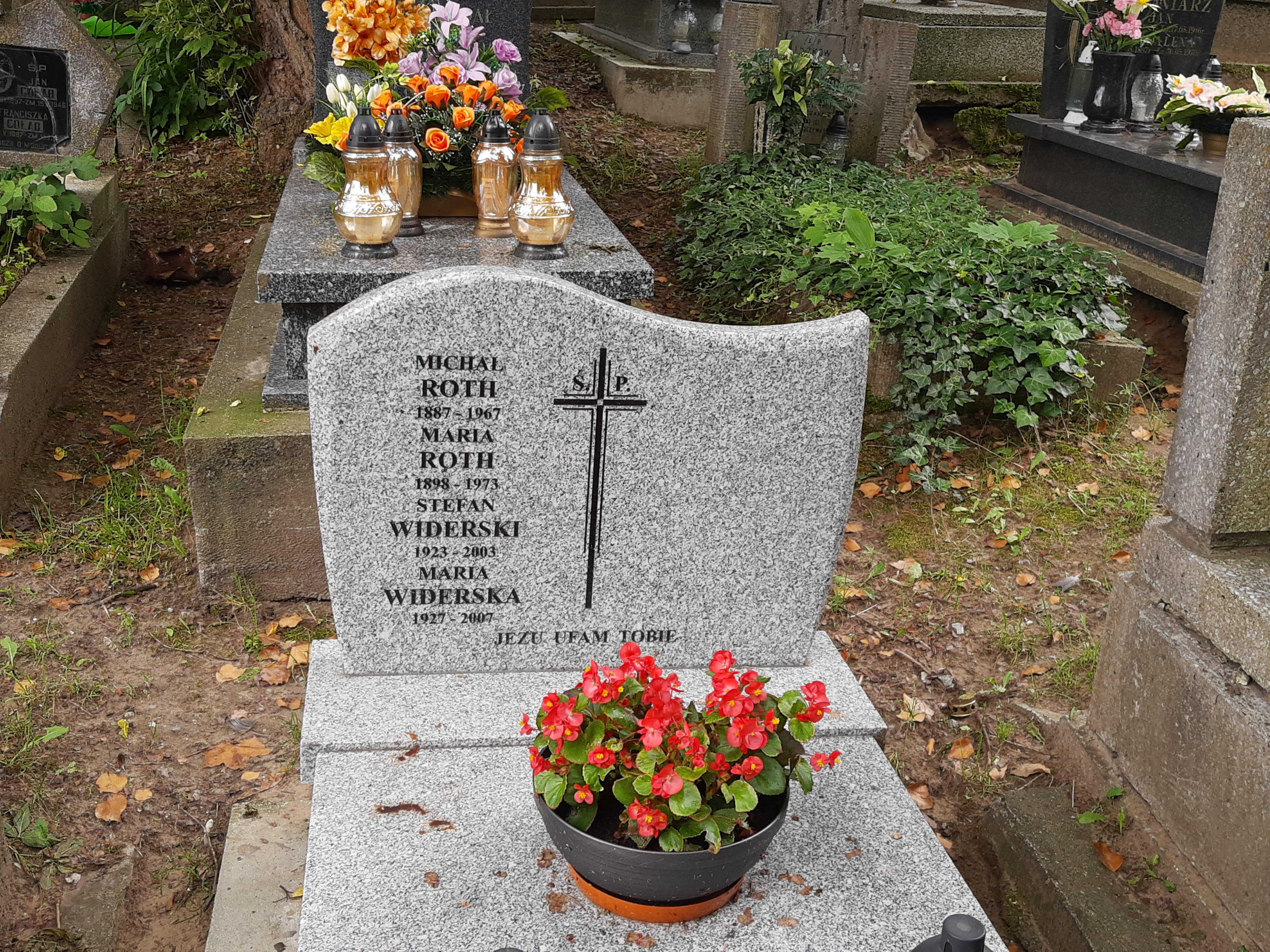
Grób Stefana Widerskiego na Cmentarzu Podgórskim